# Heinrich von Brandt
August Heinrich von Brandt, född den 2 augusti 1789 i Lanken vid Schneidemühl, död den 23 januari 1868 i Berlin, var en preussisk general och militärförfattare. Han var far till Max von Brandt.
von Brandt var länge i fransk tjänst, kämpade 1808 i Spanien som löjtnant i Weichsellegionen och blev svårt sårad vid Leipzig 1813. Därefter gick han i preussisk tjänst. Efter att ha blivit använd i generalstaben, blev han 1850 generallöjtnant och divisionschef samt erhöll 1857 avsked. von Brandt gjorde sig tidigt bemärkt som skriftställare. Hans främsta verk är Handbuch für den ersten Unterricht in der höheren Kriegskunst (1829), Grundzüge der Taktik der drei Waffen (3:e upplagan 1859), Der kleine Krieg (2:a upplagan 1850) och självbiografin Aus dem Leben des Generals der Infanterie z. D. Dr. Heinrich von Brandt (2:a upplagan postumt 1870).